# Olympische Sommerspiele 1988/Teilnehmer (Polen)
| Gelbes Symbol für Goldmedaillen mit stilisierten Olympischen Ringen | Graues Symbol für Silbermedaillen mit stilisierten Olympischen Ringen | Braundes Symbol für Bronzemedaillen mit stilisierten Olympischen Ringen |
| ------------------------------------------------------------------- | --------------------------------------------------------------------- | ----------------------------------------------------------------------- |
| 2                                                                   | 5                                                                     | 9                                                                       |

Polen nahm an den Olympischen Sommerspielen 1988 in Seoul, Südkorea, mit einer Delegation von 143 Sportlern (111 Männer und 32 Frauen) teil.

## Medaillengewinner

### Gold
| Name            | Sportart | Wettkampf                         |
| --------------- | -------- | --------------------------------- |
| Waldemar Legień | Judo     | Halbmittelgewicht                 |
| Andrzej Wroński | Ringen   | Schwergewicht, griechisch-römisch |

### Silber
| Name(n)                                                                  | Sportart | Wettkampf                              |
| ------------------------------------------------------------------------ | -------- | -------------------------------------- |
| Janusz Olech                                                             | Fechten  | Säbel, Einzel                          |
| Janusz Pawlowski                                                         | Judo     | Halbleichtgewicht                      |
| Marek Dopierała & Marek Łbik                                             | Kanu     | Zweier-Canadier, 500 Meter             |
| Joachim Halupczok, Zenon Jaskuła, Marek Leśniewski & Andrzej Sypytkowski | Radsport | 100 Kilometer Mannschaftszeitfahren    |
| Andrzej Głąb                                                             | Ringen   | Halbfliegengewicht, griechisch-römisch |

### Bronze
| Name(n)                      | Sportart     | Wettkampf                         |
| ---------------------------- | ------------ | --------------------------------- |
| Jan Dydak                    | Boxen        | Weltergewicht                     |
| Henryk Petrich               | Boxen        | Halbschwergewicht                 |
| Andrzej Gołota               | Boxen        | Schwergewicht                     |
| Janusz Zarenkiewicz          | Boxen        | Superschwergewicht                |
| Sławomir Zawada              | Gewichtheben | Mittelschwergewicht               |
| Marek Dopierała & Marek Łbik | Kanu         | Zweier-Canadier, 1000 Meter       |
| Izabela Dylewska             | Kanu         | Frauen, Einer-Kajak, 500 Meter    |
| Józef Tracz                  | Ringen       | Weltergewicht, griechisch-römisch |
| Artur Wojdat                 | Schwimmen    | 400 Meter Freistil                |

## Teilnehmer nach Sportarten

### Bogenschießen
- Joanna Nowicka
Frauen, Einzel: 16. Platz
Frauen, Mannschaft: 10. Platz

- Beata Iwanek
Frauen, Einzel: 33. Platz
Frauen, Mannschaft: 10. Platz

- Joanna Helbin
Frauen, Einzel: 40. Platz
Frauen, Mannschaft: 10. Platz

### Boxen
- Grzegorz Jabłoński
Bantamgewicht: 17. Platz

- Tomasz Nowak
Federgewicht: 5. Platz

- Andrzej Możdżeń
Halbweltergewicht: 17. Platz

- Jan Dydak
Weltergewicht: Bronze

- Henryk Petrich
Halbschwergewicht: Bronze

- Andrzej Gołota
Schwergewicht: Bronze

- Janusz Zarenkiewicz
Superschwergewicht: Bronze

### Fechten
- Bogusław Zych
Florett, Einzel: 15. Platz
Florett, Mannschaft: 5. Platz
Degen, Mannschaft: 10. Platz

- Marian Sypniewski
Florett, Einzel: 27. Platz
Florett, Mannschaft: 5. Platz

- Leszek Bandach
Florett, Einzel: 29. Platz
Florett, Mannschaft: 5. Platz

- Waldemar Ciesielczyk
Florett, Mannschaft: 5. Platz

- Piotr Kiełpikowski
Florett, Mannschaft: 5. Platz
Degen, Mannschaft: 10. Platz

- Witold Gadomski
Degen, Einzel: 21. Platz
Degen, Mannschaft: 10. Platz

- Ludomir Chronowski
Degen, Einzel: 33. Platz
Degen, Mannschaft: 10. Platz

- Cezary Siess
Degen, Einzel: 43. Platz
Degen, Mannschaft: 10. Platz

- Janusz Olech
Säbel, Einzel: Silber 
Säbel, Mannschaft: 5. Platz

- Tadeusz Piguła
Säbel, Einzel: 12. Platz
Säbel, Mannschaft: 5. Platz

- Robert Kościelniakowski
Säbel, Einzel: 18. Platz
Säbel, Mannschaft: 5. Platz

- Marek Gniewkowski
Säbel, Mannschaft: 5. Platz

- Andrzej Kostrzewa
Säbel, Mannschaft: 5. Platz

- Jolanta Królikowska
Frauen, Florett, Einzel: 15. Platz
Frauen, Florett, Mannschaft: 10. Platz

- Anna Sobczak
Frauen, Florett, Einzel: 23. Platz
Frauen, Florett, Mannschaft: 10. Platz

- Agnieszka Dubrawska
Frauen, Florett, Einzel: 30. Platz
Frauen, Florett, Mannschaft: 10. Platz

- Małgorzata Breś
Frauen, Florett, Mannschaft: 10. Platz

- Jolanta Królikowska
Frauen, Florett, Mannschaft: 10. Platz

- Hanna Prusakowska
Frauen, Florett, Mannschaft: 10. Platz

### Gewichtheben
- Jacek Gutowski
Fliegengewicht: 5. Platz

- Marek Seweryn
Leichtgewicht: 4. Platz

- Waldemar Kosiński
Mittelgewicht: 6. Platz

- Krzysztof Siemion
Leichtschwergewicht: 5. Platz

- Sławomir Zawada
Mittelschwergewicht: Bronze

- Andrzej Piotrowski
Mittelschwergewicht: 4. Platz

- Stanisław Małysa
2. Schwergewicht: 7. Platz

### Judo
- Ireneusz Kiejda
Superleichtgewicht: 20. Platz

- Janusz Pawłowski
Halbleichtgewicht: Silber

- Wiesław Błach
Leichtgewicht: 19. Platz

- Waldemar Legień
Halbmittelgewicht: Gold

- Jacek Beutler
Halbschwergewicht: 5. Platz

- Andrzej Basik
Schwergewicht: 11. Platz

### Kanu
- Maciej Freimut
Zweier-Kajak, 500 Meter: 6. Platz
Vierer-Kajak, 1000 Meter: 5. Platz

- Wojciech Kurpiewski
Zweier-Kajak, 500 Meter: 6. Platz
Vierer-Kajak, 1000 Meter: 5. Platz

- Grzegorz Krawców
Vierer-Kajak, 1000 Meter: 5. Platz

- Kazimierz Krzyżański
Vierer-Kajak, 1000 Meter: 5. Platz

- Jan Pinczura
Einer-Canadier, 500 Meter: 5. Platz
Einer-Canadier, 1000 Meter: Halbfinale

- Marek Dopierała
Zweier-Canadier, 500 Meter: Silber 
Zweier-Canadier, 1000 Meter: Bronze

- Marek Łbik
Zweier-Canadier, 500 Meter: Silber 
Zweier-Canadier, 1000 Meter: Bronze

- Izabella Dylewska
Frauen, Einer-Canadier, 500 Meter: Bronze

- Bożena Ksiąźek
Frauen, Zweier-Kajak, 500 Meter: 9. Platz
Frauen, Vierer-Kajak, 500 Meter: 8. Platz

- Jolanta Łukaszewicz
Frauen, Zweier-Kajak, 500 Meter: 9. Platz
Frauen, Vierer-Kajak, 500 Meter: 8. Platz

- Elżbieta Urbańczyk
Frauen, Vierer-Kajak, 500 Meter: 8. Platz

- Katarzyna Weiss
Frauen, Vierer-Kajak, 500 Meter: 8. Platz

### Leichtathletik
- Tomasz Jędrusik
400 Meter: Halbfinale

- Ryszard Ostrowski
800 Meter: Viertelfinale

- Bogusław Mamiński
3000 Meter Hindernis: 8. Platz

- Zdzisław Szlapkin
20 Kilometer Gehen: 36. Platz

- Jacek Bednarek
50 Kilometer Gehen: 24. Platz

- Krzysztof Krawczyk
Hochsprung: 12. Platz

- Artur Partyka
Hochsprung: 20. Platz in der Qualifikation

- Mirosław Chmara
Stabhochsprung: Finale

- Marian Kolasa
Stabhochsprung: Finale

- Jacek Pastusiński
Dreisprung: 8. Platz

- Andrzej Grabarczyk
Dreisprung: 15. Platz in der Qualifikation

- Helmut Krieger
Kugelstoßen: 12. Platz

- Joanna Smolarek
Frauen, 100 Meter: Viertelfinale
Frauen, 4 × 100 Meter: 6. Platz

- Jolanta Janota
Frauen, 100 Meter: Vorläufe
Frauen, 200 Meter: Viertelfinale
Frauen, 4 × 100 Meter: 6. Platz

- Ewa Pisiewicz
Frauen, 100 Meter: Vorläufe
Frauen, 4 × 100 Meter: 6. Platz

- Agnieszka Siwek
Frauen, 200 Meter: Halbfinale
Frauen, 4 × 100 Meter: 6. Platz

- Wanda Panfil
Frauen, Marathon: 22. Platz

- Genowefa Błaszak
Frauen, 400 Meter Hürden: Halbfinale

- Agata Karczmarek
Frauen, Weitsprung: 7. Platz

- Jolanta Bartczak
Frauen, Weitsprung: 20. Platz in der Qualifikation

- Renata Katewicz
Frauen, Diskuswurf: 13. Platz in der Qualifikation

### Moderner Fünfkampf
- Maciej Czyżowicz
Einzel: 52. Platz
Mannschaft: 15. Platz

- Arkadiusz Skrzypaszek
Einzel: 23. Platz
Mannschaft: 9. Platz

- Wiesław Chmielewski
Einzel: 52. Platz
Mannschaft: 9. Platz

### Radsport
- Zdzisław Wrona
Straßenrennen, Einzel: 17. Platz

- Jacek Bodyk
Straßenrennen, Einzel: 28. Platz

- Andrzej Mierzejewski
Straßenrennen, Einzel: 108. Platz

- Joachim Halupczok
100 Kilometer Mannschaftszeitfahren: Silber 
4000 Meter Mannschaftsverfolgung: 7. Platz

- Zenon Jaskuła
100 Kilometer Mannschaftszeitfahren: Silber

- Marek Leśniewski
100 Kilometer Mannschaftszeitfahren: Silber

- Andrzej Sypytkowski
100 Kilometer Mannschaftszeitfahren: Silber

- Ryszard Dawidowicz
4000 Meter Einzelverfolgung: 5. Platz

- Ryszard Dawidowicz
4000 Meter Mannschaftsverfolgung: 7. Platz

- Andrzej Sikorski
4000 Meter Mannschaftsverfolgung: 7. Platz

- Marian Turowski
4000 Meter Mannschaftsverfolgung: 7. Platz

- Wojciech Pawłak
Punktefahren: 16. Platz

### Reiten
- Bogusław Jarecki
Vielseitigkeitsreiten, Einzel: 12. Platz
Vielseitigkeitsreiten, Mannschaft: 4. Platz

- Krzysztof Rogowski
Vielseitigkeitsreiten, Einzel: 13. Platz
Vielseitigkeitsreiten, Mannschaft: 4. Platz

- Krzysztof Rafalak
Vielseitigkeitsreiten, Einzel: 21. Platz
Vielseitigkeitsreiten, Mannschaft: 4. Platz

- Eugeniusz Koczorski
Vielseitigkeitsreiten, Einzel: 33. Platz
Vielseitigkeitsreiten, Mannschaft: 4. Platz

### Rhythmische Sportgymnastik
- Teresa Folga
Einzel: 7. Platz

- Eliza Białkowska
Einzel: 14. Platz

### Ringen
- Andrzej Głąb
Halbfliegengewicht, griechisch-römisch: Silber

- Roman Kierpacz
Fliegengewicht, griechisch-römisch: 5. Platz

- Ryszard Wolny
Bantamgewicht, griechisch-römisch: Gruppenphase

- Mieczysław Tracz
Federgewicht, griechisch-römisch: Gruppenphase

- Jerzy Kopański
Leichtgewicht, griechisch-römisch: 5. Platz

- Józef Tracz
Weltergewicht, griechisch-römisch: Bronze

- Bogdan Daras
Mittelgewicht, griechisch-römisch: 8. Platz

- Andrzej Malina
Halbschwergewicht, griechisch-römisch: Gruppenphase

- Andrzej Wroński
Schwergewicht, griechisch-römisch: Gold

- Roman Wrocławski
Superschwergewicht, griechisch-römisch: 7. Platz

- Władysław Stecyk
Fliegengewicht, Freistil: Gruppenphase

- Dariusz Grzywiński
Bantamgewicht, Freistil: Gruppenphase

- Marian Skubacz
Federgewicht, Freistil: Gruppenphase

- Andrzej Kubiak
Leichtgewicht, Freistil: Gruppenphase

- Andrzej Radomski
Mittelgewicht, Freistil: Gruppenphase

- Jerzy Nieć
Halbschwergewicht, Freistil: Gruppenphase

- Wojciech Wala
Schwergewicht, Freistil: Gruppenphase

- Adam Sandurski
Superschwergewicht, Freistil: 7. Platz

### Rudern
- Kajetan Broniewski
Einer: 5. Platz

- Wojciech Jankowski
Zweier mit Steuermann: 9. Platz

- Ireneusz Omięcki
Zweier mit Steuermann: 9. Platz

- Jacek Streich
Zweier mit Steuermann: 9. Platz

- Sławomir Cieślakowski
Doppelvierer: 7. Platz

- Andrzej Krzepiński
Doppelvierer: 7. Platz

- Mirosław Mruk
Doppelvierer: 7. Platz

- Tomasz Świątek
Doppelvierer: 7. Platz

- Grażyna Błąd
Vierer mit Steuerfrau: 8. Platz

- Elżbieta Jankowska
Vierer mit Steuerfrau: 8. Platz

- Zyta Jarka
Vierer mit Steuerfrau: 8. Platz

- Elwira Lorenz
Vierer mit Steuerfrau: 8. Platz

- Czesława Kościańska-Szczepińska
Vierer mit Steuerfrau: 8. Platz

### Schießen
- Jerzy Pietrzak
Luftpistole: 7. Platz
Freie Pistole: 14. Platz

- Adam Kaczmarek
Schnellfeuerpistole: 5. Platz

- Krzysztof Kucharczyk
Schnellfeuerpistole: 11. Platz

- Jerzy Greszkiewicz
Kleinkaliber, laufende Scheibe: 12. Platz

- Wojciech Karkusiewicz
Kleinkaliber, laufende Scheibe: 12. Platz

- Dorota Bidołach
Frauen, Luftpistole: 12. Platz
Frauen, Sportpistole: 10. Platz

### Schwimmen
- Artur Wojdat
200 Meter Freistil: 4. Platz
400 Meter Freistil: Bronze 
1500 Meter Freistil: 21. Platz

- Mariusz Podkościelny
200 Meter Freistil: 14. Platz
400 Meter Freistil: 5. Platz
1500 Meter Freistil: 5. Platz

- Rafał Szukała
100 Meter Schmetterling: 13. Platz
200 Meter Schmetterling: 17. Platz

- Dorota Chylak
Frauen, 100 Meter Brust: 19. Platz
Frauen, 200 Meter Brust: 28. Platz

- Kornelia Stawicka
Frauen, 100 Meter Brust: 31. Platz
Frauen, 200 Meter Brust: 21. Platz

### Segeln
- Grzegorz Myszkowski
Windsurfen: 17. Platz

- Henryk Blaszka
Finn-Dinghy: 20. Platz

### Tennis
- Wojtek Kowalski
Einzel: 33. Platz

### Tischtennis
- Andrzej Grubba
Einzel: 9. Platz
Doppel: 6. Platz

- Leszek Kucharski
Einzel: 9. Platz
Doppel: 6. Platz

- Piotr Molenda
Einzel: 41. Platz

### Wasserspringen
- Tomasz Rossa
Kunstspringen: 27. Platz in der Qualifikation